# Cordia dewevrei
Cordia dewevrei là loài thực vật có hoa trong họ Mồ hôi. Loài này được De Wild. & T.Durand mô tả khoa học đầu tiên năm 1899.